# Luis José Rueda Aparicio
Luis José Rueda Aparicio (San Gil, 3. ožujka 1962.) kolumbijski je katolički prelat koji služi kao nadbiskup Bogote od 2020. godine. Prethodno je bio nadbiskup Popayána od 2018. do 2020. i biskup Montelíbana od 2012. do 2018. godine.
Papa Franjo je 9. srpnja 2023. najavio da ga planira imenovati kardinalom na konzistoriju zakazanom za 30. rujna.